# 长龙乡 (前郭尔罗斯县)
长龙乡，是中华人民共和国吉林省松原市前郭尔罗斯蒙古族自治县下辖的一个乡镇级行政单位。

## 行政区划
长龙乡下辖以下地区：
双先村、大洼村、六股道村、大兴村、苇芦山村、大合村、长山堡村、巨龙山村、长龙村和老钱柜村。